# William Sunsing
William Eduardo Sunsin Hidalgo (San José, 12 de mayo de 1977), conocido deportivamente como William Sunsing, es un exfutbolista que jugó como delantero

## Trayectoria
Se inició en Club Sport Herediano, de Costa Rica. En dicho país también estuvo en el Limón Fútbol Club, Deportivo Saprissa, Asociación Deportiva Ramonense, Brujas Futbol Club.
Luego pasó al New England Revolution de La MLS, aunque con poca fortuna.
A partir de 2005 jugó en el FK Teplice del fútbol de República Checa, y en 2006 pasó al Akratitos F.C. de la Liga Griega.
En 2009, fue jugador de Liberia Mía, con el cual obtuvo el Campeonato de verano de ese año.
Su último club fue el Sayaxche de La Primera División de Guatemala, en el que militó en 2012.

### Selección nacional
En la selección de fútbol de Costa Rica fue un jugador fundamental durante años. En el hexagonal final de la eliminatoria a Alemania 2006 anotó goles a México y Guatemala.
Su último encuentro fue en diciembre del 2012 en un amistoso entre el Club Sport Herediano y la selección de Costa Rica del Mundial del 2002, encuentro en el cual realizó 2 goles. De esa forma, se despidió de su afición tras 12 años de carrera profesional.

#### Goles internacionales
Actualizado al 7 de junio de 2021
| #   | Fecha                   | Lugar                                | Oponente          | Gol(es) | Resultado | Competición                     |
| --- | ----------------------- | ------------------------------------ | ----------------- | ------- | --------- | ------------------------------- |
| 01. | 20 de febrero de 2000   | SDCCU Stadium, San Diego, EE. UU.    | Trinidad y Tobago | 1 – 1   | 1 – 2     | Copa Oro 2000                   |
| 02. | 11 de noviembre de 2001 | Independence Park, Kingston, Jamaica | Jamaica           | 0 - 1   | 0 – 1     | Eliminatoria Corea & Japón 2002 |
| 03. | 13 de octubre de 2004   | Estadio Swangard, Burnaby, Canadá    | Canadá            | 1 - 2   | 1 – 3     | Eliminatoria Alemania 2006      |

Solo incluye goles con la selección mayor.

## Biografía
Sunsin es hijo único criado en solitario por su madre Ana Ligia Sunsin Hidalgo. Tuvo problemas con las drogas y el alcoholismo desde su adolescencia pero los superó cuando pasó las pruebas de ingreso para divisiones menores en el Club Sport Herediano. 
Luego de retirarse del fútbol en el 2012, inspirado por todos los problemas sociales vividos en su juventud, Sunsin creó la empresa "Generación Diferente", en la que realiza labores sociales, donde es profesor de Educación física y organiza charlas y talleres motivacionales para jóvenes. Paralelamente, abrió una escuela de fútbol para niños, donde complementa su labor social.
En el año 2017 decide dedicarse de forma profesional en competencias nacionales de culturismo y fitness donde ha logrado consolidarse en dichos deportes con muy buenos resultados.

## Clubes
| Club                    | País            | Año       |
| ----------------------- | --------------- | --------- |
| C.S Herediano           | Costa Rica      | 1994-1996 |
| A.D Ramonense           | Costa Rica      | 1996-1998 |
| C.S Herediano           | Costa Rica      | 1998-2000 |
| New England Revolution  | Estados Unidos  | 2000-2002 |
| Deportivo Saprissa      | Costa Rica      | 2002-2003 |
| Municipal Pérez Zeledón | Costa Rica      | 2003-2005 |
| FK Teplice              | República Checa | 2005      |
| Akratitos F.C.          | Grecia          | 2006      |
| Liberia Mía             | Costa Rica      | 2008-2009 |
| Brujas Futbol Club      | Costa Rica      | 2010      |
| Limón Fútbol Club       | Costa Rica      | 2010-2011 |
| Coban Imperial          | Guatemala       | 2011      |
| Xelaju Mario Camposeco  | Guatemala       | 2011      |
| Sayaxche                | Guatemala       | 2012      |
| Municipal Turrialba     | Costa Rica      | 2015      |

### Participaciones en Copas del Mundo
| Mundial                                | Sede                | Resultado       |
| -------------------------------------- | ------------------- | --------------- |
| Copa Mundial de Fútbol Juvenil de 1995 | Catar               | Primera de fase |
| Copa Mundial de Fútbol de 2002         | Corea del Sur Japón | Primera de fase |
| Copa Mundial de Fútbol de 2006         | Alemania            | Primera fase    |

## Palmarés

### Títulos internacionales
| Título     | Equipo                  | País       | Año  |
| ---------- | ----------------------- | ---------- | ---- |
| Copa UNCAF | Selección de Costa Rica | Costa Rica | 1999 |